# Hämpling
Hämpling (Linaria cannabina) är en fågel inom familjen finkar. Den häckar i torrt och buskigt kulturlandskap i stora delar av Europa, västra Asien och Nordafrika. Nordliga och östliga populationer flyttar vintertid mot väst och sydväst. Den minskar i antal, men beståndet anses ändå livskraftigt. 

## Utseende och läte
Hämplingen är en liten och slank, ganska långstjärtad fink med kort grå näbb. Den mäter 12,5–14 centimeter, har ett vingspann på 21–26 centimeter och väger upp till 18 gram. Den har kluven stjärt som är brunsvart med vita kanter, beigevit strupe med gråmelerad teckning och framryggen är brun. Vingpennorna är mörkt brunsvarta, och de vita ytterkanterna på handpennorna bildar en ljus fläck på den sammanslagna vingen, som även syns när fågeln flyger.
Adult hane i sommardräkt har kanelbrun rygg och övre vingtäckare, rött övre bröst och panna, gråvit, streckad övergump, grått huvud och nacke, och ljusare strupe. Det röda är svagare på hösten och delvis dolt av gråa bräm. Honan och juvenil saknar det röda i sin fjäderdräkt, har streckad brun rygg, brungrå övre vingtäckare och mörkare streckad övergump. Juvenil fågel har en mer streckad och mer gråbrun framrygg och saknar även streckning på strupen.

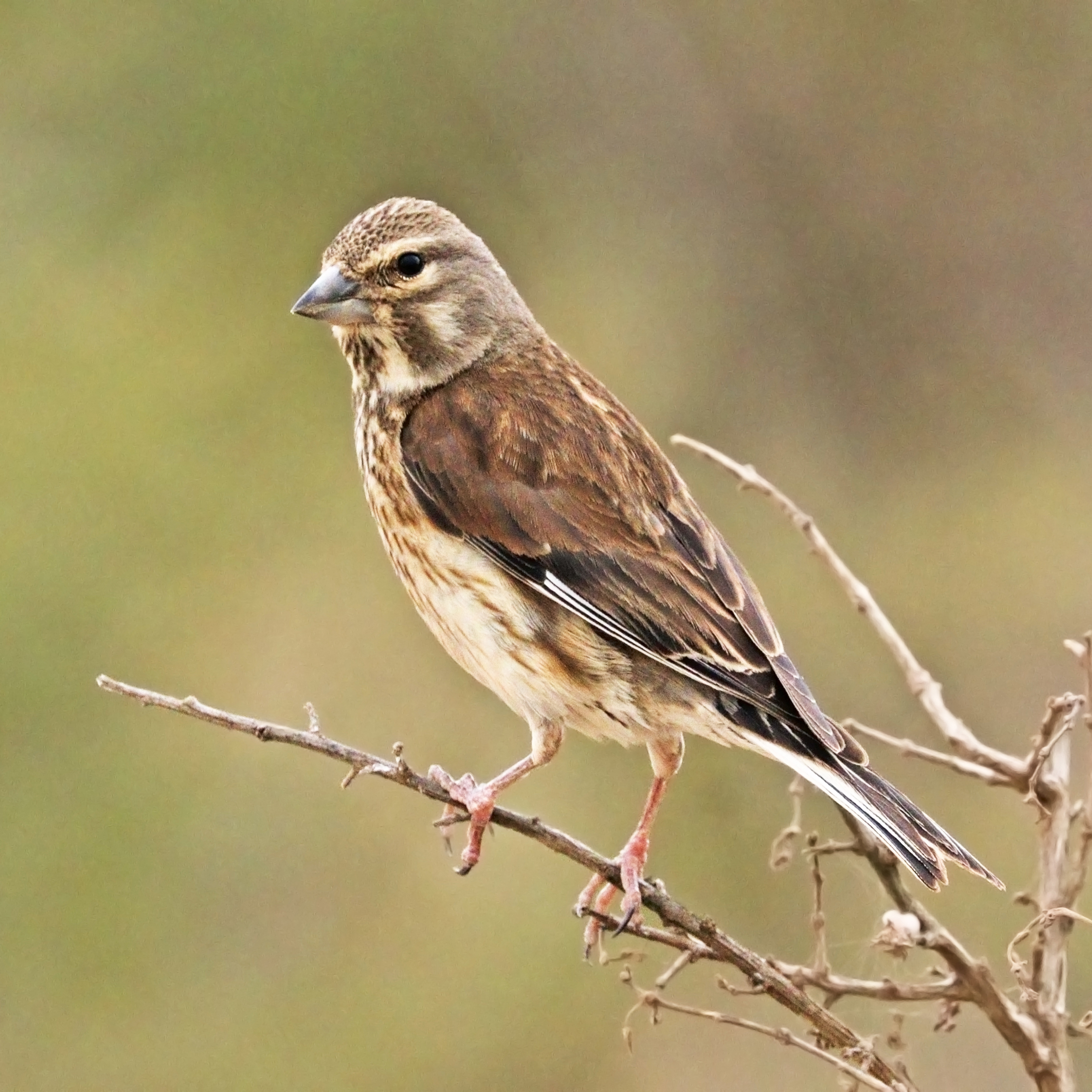
Hona.

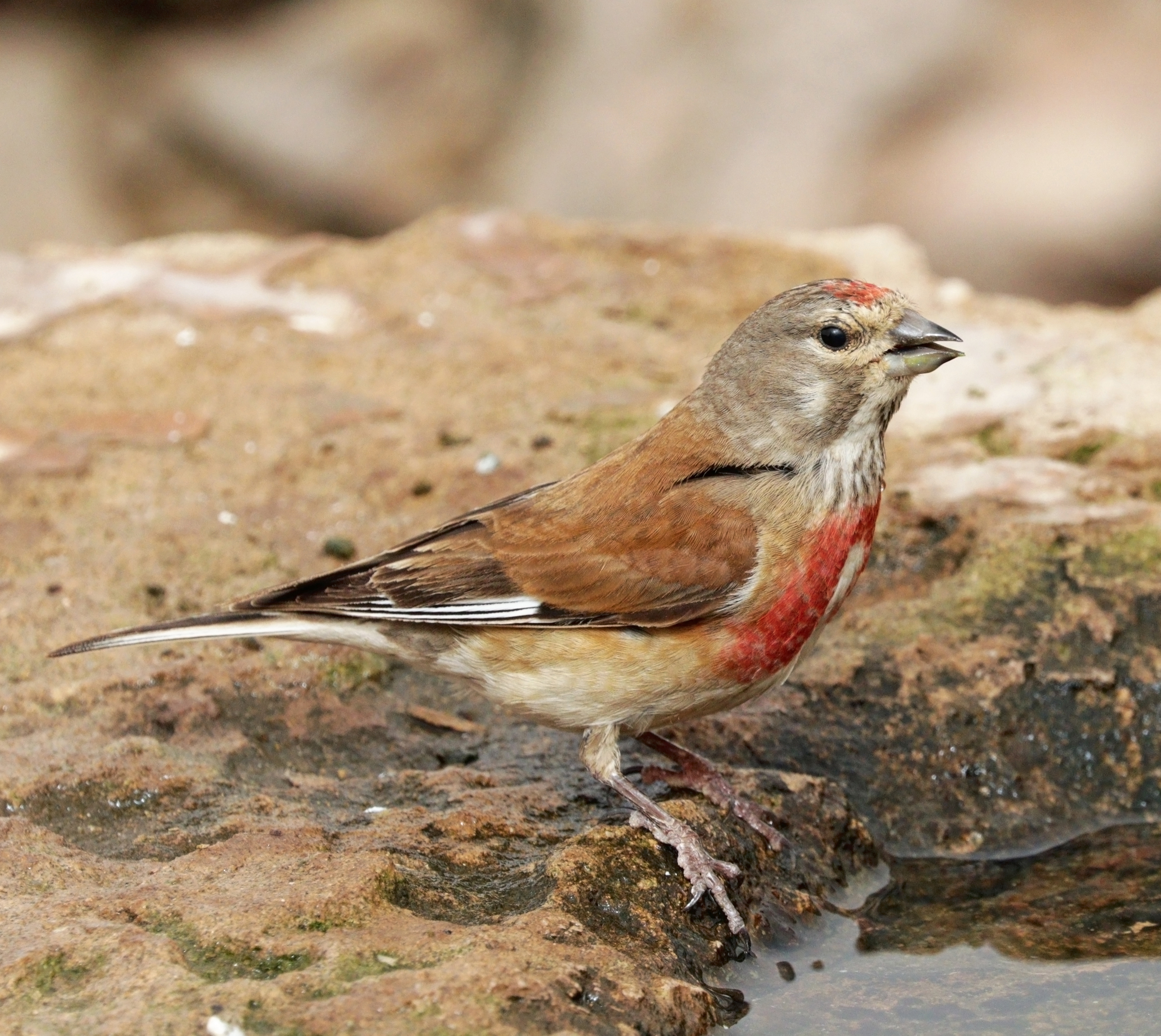
Hane.

Hämplingen har ett kort upprepat lockläte "tett" med inslag av visslingar och drillar. Sången är varierad, kvittrande och melodisk, en mix av knattriga, lockläteslika stavelser och visslingar. 

## Utbredning och systematik
Hämplingen häckar i stora delar av Europa, västra Asien och Nordafrika. Dem norra och östliga populationerna är flyttfåglar som i september till november flyttar till västra och sydvästra Europa, och så långt söderut som norra Afrika, Irak, Pakistan och Indien, och återkommer i mars till maj.
Tidigare placerades hämplingen i släktet Carduelis, men genetiska studier har visat att det släktet är parafyletiskt, varför hämplingarna nu oftast förs till det släktet Linaria, tillsammans med jemenhämpling, vinterhämpling och somaliahämpling.

### Underarter
Clements et al. delar upp hämplingen i följande sju underarter:
- Linaria cannabina autochthona – endemisk stannfågel i Skottland
- Linaria cannabina nana (syn. guentheri) – endemisk stannfågel på Madeira
- Linaria cannabina meadewaldoi – endemisk stannfågel på Teneriffa
- Linaria cannabina harterti – endemisk stannfågel på Lanzarote
- Linaria cannabina mediterranea – förekommer från Iberiska halvön och norra Afrika till Mindre Asien
- Linaria cannabina cannabina, nordlig hämpling[10] – häckar från Europa till västra Sibirien och Krimhalvön
- Linaria cannabina bella – häckar från mindre Asien till Kaukasus, Afghanistan och sydvästra Kina; övervintrar så långt söderut som Indien

I verket Handbook of Western Palearctic Birds (Shirihai & Svensson 2018) synonymiseras meadewaldoi med mediterranea och autochtona i nominatformen. Även svenska BirdLife Sverige följer denna indelning.

### Förekomst i Sverige
Hämplingen förekommer i södra och mellersta Sverige upp till mellersta Värmland, södra Dalarna och norra Uppland samt vidare norrut utmed kusten till södra Norrbotten. I slutet av mars återvänder hämplingen till Sverige från sina övervintringsområden, huvudsakligen sydvästra Europa. I mindre omfattning förekommer det att hämplingar övervintrar i södra Sverige.

## Ekologi
Hämplingen hittas i kulturlandskapet i torra och solbelysta buskrika betesmarker, men även i trädgårdar, granplanteringar och i skogsbryn intill jordbruksmark. Den är en rörlig och rastlös fågel som flyger upp i hoppande flykt för att snart fälla igen. Under häckningstid håller den tätt ihop i par, men kan uppträda i större flockar vintertid.

### Häckning
Hämplingen blir könsmogen efter ett år. Det skålformade boet byggs av honan, medan hanen övervakar, och placeras oftast lågt i en buske eller ett mindre träd. Den får två eller ibland tre kullar per år. Honan lägger i snitt fyra till sex ljusblå ägg med mörkare fläckar. Äggen ruvas i tio till 14 dagar, främst av honan. Hanen matar henne med uppstötta frön. Ungarna tas om hand av båda föräldrarna och de blir flygga efter elva till 17 dagar.

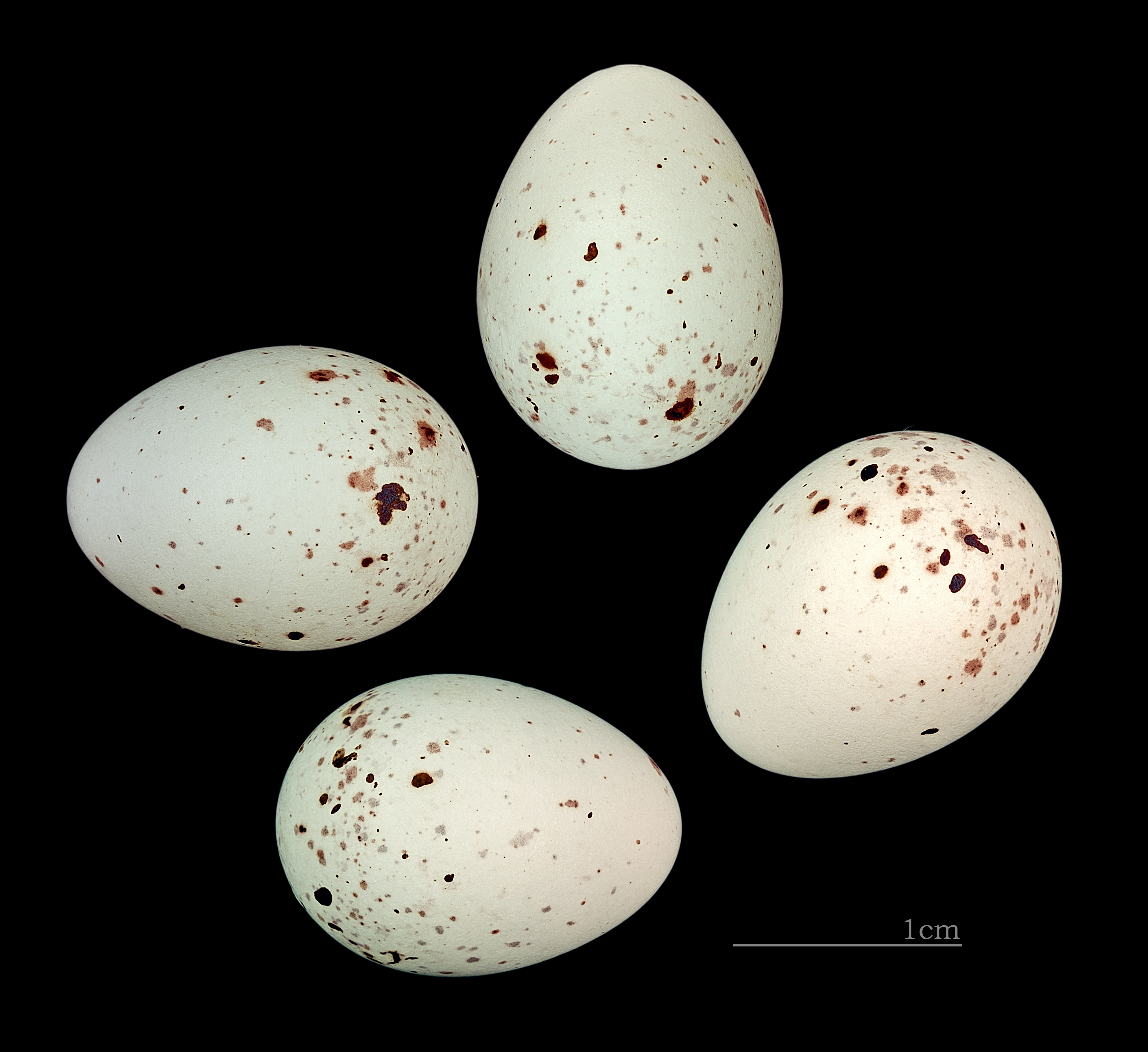
Ägg från nominatformen av hämpling.

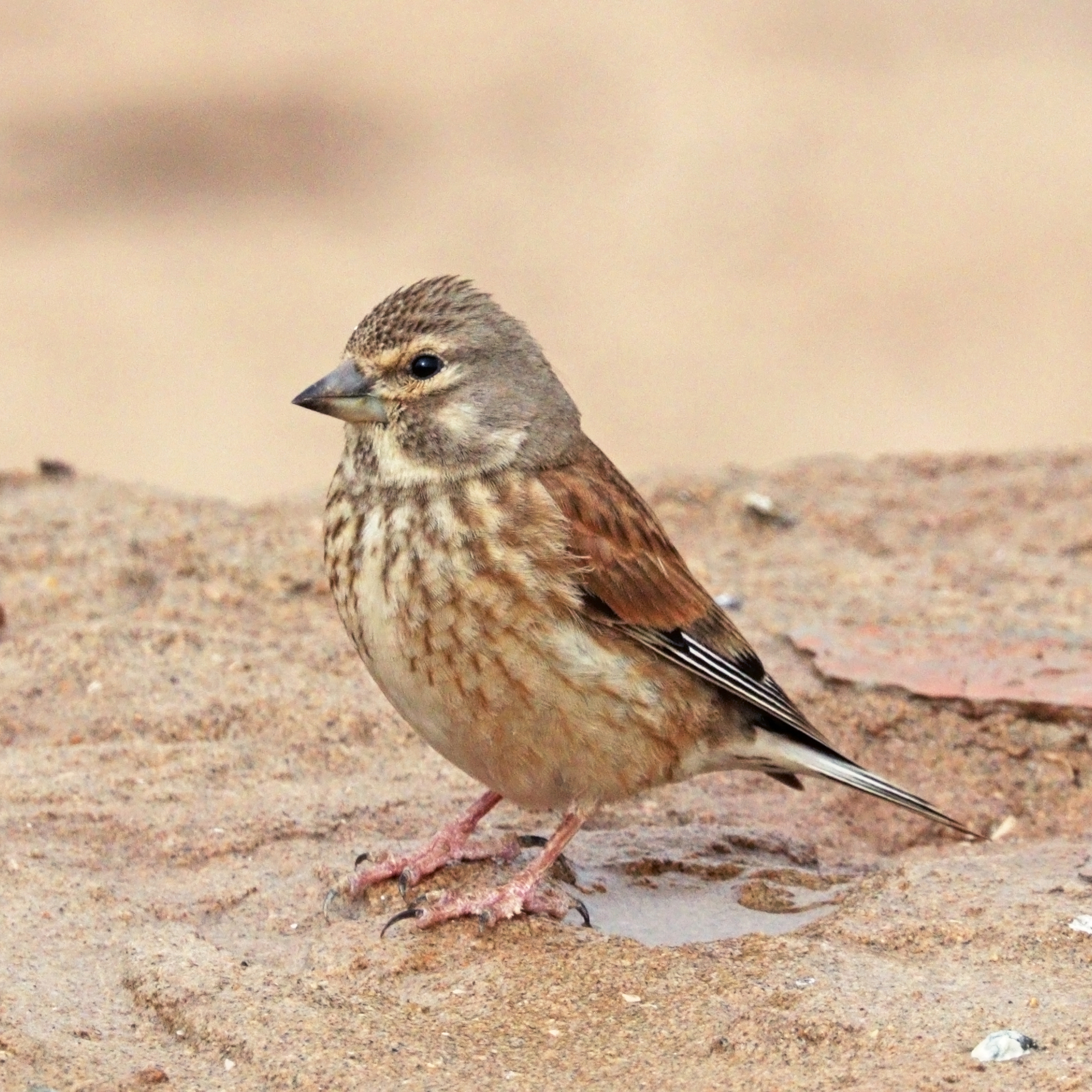
Ung hämpling.

### Föda
Olikt många andra finkar är den året runt nästan uteslutande beroende av frön från gräs och ogräs. Till och med ungarna matas huvudsakligen med frön. Den födosöker ofta i flock och drar enligt vissa studier nytta av varandra för att hitta bra föda. Hämplingen kan flyga långa sträckor vid tillgång på raps och rybs som då utgör en viktig föda för ungarna.

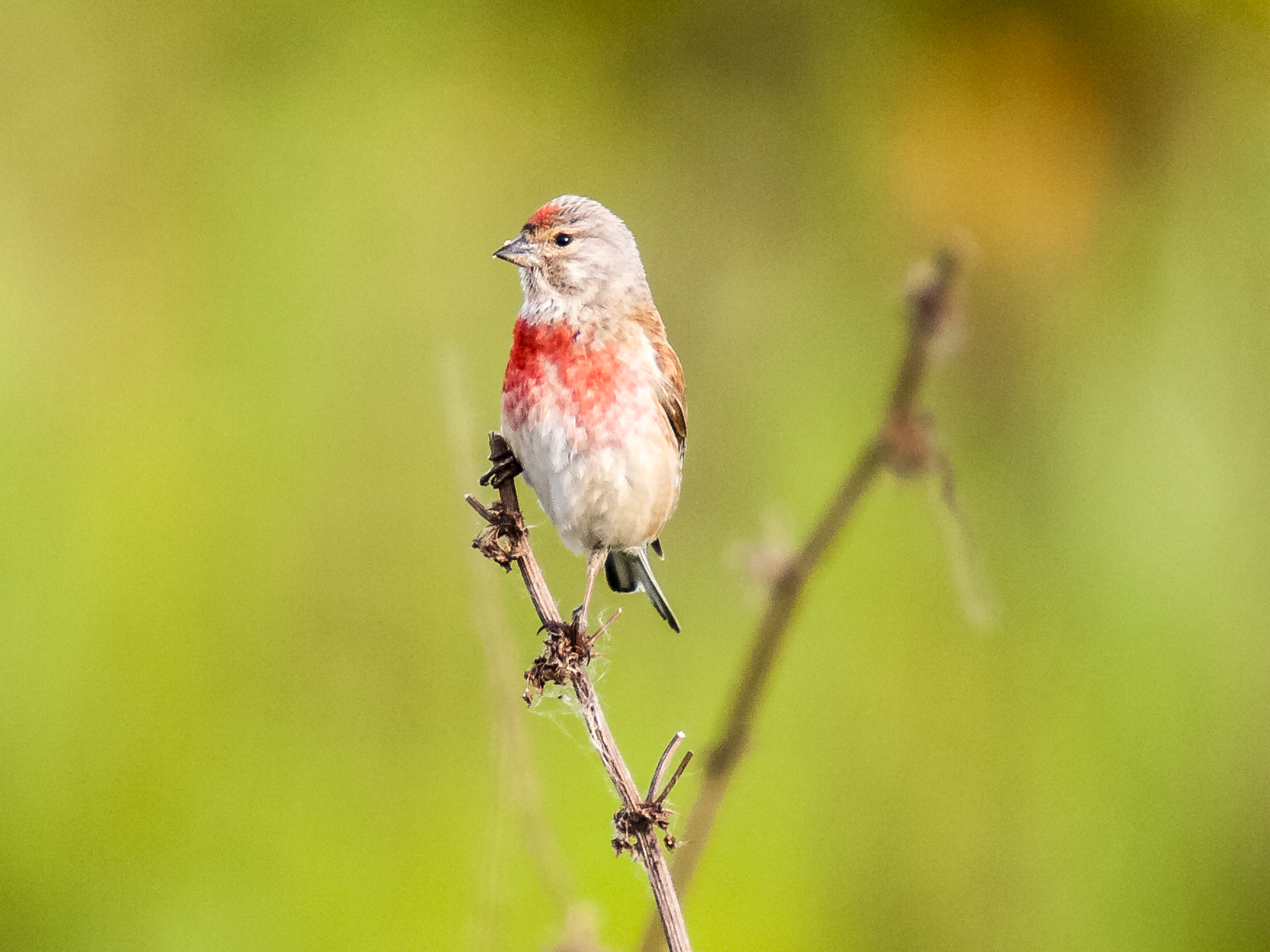

## Status och hot
Arten har ett stort utbredningsområde och en stor population, men tros minska i antal, dock inte tillräckligt kraftigt för att den ska betraktas som hotad. Internationella naturvårdsunionen IUCN kategoriserar därför arten som livskraftig (LC). Beståndet uppskattas till mellan 50 och 100 miljoner vuxna individer.

### Status i Sverige
I Sverige har minskade antal gjort att hämplingen ansetts vara både nära hotad och senare till och med hotad, placerad i kategorin sårbar. De senaste 30 åren har den minskat med hela 56–72 %. De senaste tio åren har utvecklingen varit stabil, varför hämplingens svenska bestånd åter anses vara livskraftigt. Sedan 2015 är den därför avförd från Artdatabankens rödlista. 2018 uppskattades det svenska beståndet till 163 000 par.

## Namn
Det svenska trivialnamnet hämpling, liksom det vetenskapliga artnamnet cannabina, kommer av att den äter frön av hampa.